# Hester Varian
Hester Varian (1828 - 15 avril 1898) est une poétesse et romancière irlandaise.

## Biographie
Hester Varian est né à Cork en 1828, fille d'Amos Varian. En 1865, elle épouse George Sigerson. Ils ont quatre enfants. Hester, Dora, William et George. Les deux fils sont morts jeunes ,,.
Varian est issu d'une famille républicaine et nationaliste. Elle écrit pour Harp, Cork Examiner, Irish Fireside, Young Ireland et d'autres. Son seul roman, publié en 1889, est intitulé A Ruined Race,,. Varian est morte à Dublin et est enterrée au cimetière de Glasnevin.